# 1 Cassiopeiae
1 Cassiopeiae, som är stjärnans Flamsteed-beteckning, är en ensam stjärna i den västra delen av stjärnbilden Cassiopeja. Den har en skenbar magnitud på ca 4,84 och är synlig för blotta ögat där ljusföroreningar ej förekommer. Baserat på parallaxmätning inom Hipparcosuppdraget på ca 2,9 mas, beräknas den befinna sig på ett avstånd på ca 1 130 ljusår (ca 350 parsek) från solen. Den rör sig närmare solen med en heliocentrisk radiell hastighet på ca -9 km/s.

## Egenskaper
1 Cassiopeiae är en blå till vit jättestjärna av spektralklass B0.5 III. Den har en massa som är ca 13 gånger solens massa, en radie som är ca 10 gånger större än solens och utsänder ca 18 200 gånger mera energi än solen från dess fotosfär vid en effektiv temperatur på ca 27 200 K.